# Paula DeAnda
Paula Dacia DeAnda (ur. 3 listopada 1989 w San Angelo, Teksas) – amerykańska piosenkarka R&B, pop i dance oraz autorka tekstów.
Zadebiutowała w 2006 roku singlem Doing Too Much z udziałem rapera Baby Basha wszedł na 41. miejsce listy Billboard, a jej drugi singiel Walk Away (Remember Me) na zadebiutował na 18. miejscu notowania jej album Paula DeAnda został wydany przez Artista Records.

## Dyskografia i single
| Tytuł Albumu | Data Wydania     | Sprzedaż | Single |
| ------------ | ---------------- | -------- | --- |
| Paula DeAnda | 29 sierpnia 2006 | 200,000+ | - "Doing Too Much" (feat. Baby Bash) - "Walk Away (Remember Me)" (feat. The D.E.Y.) - "When It Was Me" - "Easy" (feat. Bow Wow & Lil' Wayne) |

### Występy gościnne
- There's Nothin' – Sean Kingston – 2008